# Lüroths sats
Inom matematiken är Lüroths sats ett resultat som säger att varje kropp som ligger mellan två kroppar K och K(X) är genererad som en utvidgning av K av ett enda element av K(X). Resultatet är uppkallat efter Jacob Lüroth, som bevisade det 1876.